# Charlie Carvell
Charlie Carvell (30 de junio de 2004) es un deportista de Reino Unido que compite en atletismo. Ganó sendas medallas de oro en la prueba de 4 × 400 m de los Campeonatos Europeos Sub-20 de 2021 y 2023, y otra de plata en la prueba de 400 m de este último año.